# Waudo-guyŏk
Waudo-guyŏk (koreanska: 와우도구역) är en kommun i Nordkorea.   Den ligger i provinsen Södra P'yŏngan, i den sydvästra delen av landet, 50 km sydväst om huvudstaden Pyongyang.